# Прапор Білої (Чортківський район)
Прапор Білої — офіційний символ села Біла, Чортківського району Тернопільської області, затверджений 4 вересня 2023 року рішенням сесії Чортківської міської ради.
Автори — А. Гречило та О. Лісниченко.

## Опис
Квадратне полотнище, на зеленому фоні до древка летить білий сокіл, з нижнього краю — відділена зубчасто біла смуга (відстань від нижнього краю до середньої лінії ділення становить 1/5 сторони прапора).

## Зміст
Зважаючи на перекази про використання сокола як символа Білої було збережено цей символ у гербі села, доповнивши його білою (срібною у гербі) мурованою стіною, яка з одного боку вказує на існування тут давнього укріпленого містечка, з іншої — асоціюється з назвою поселення.